# Fede Galizia

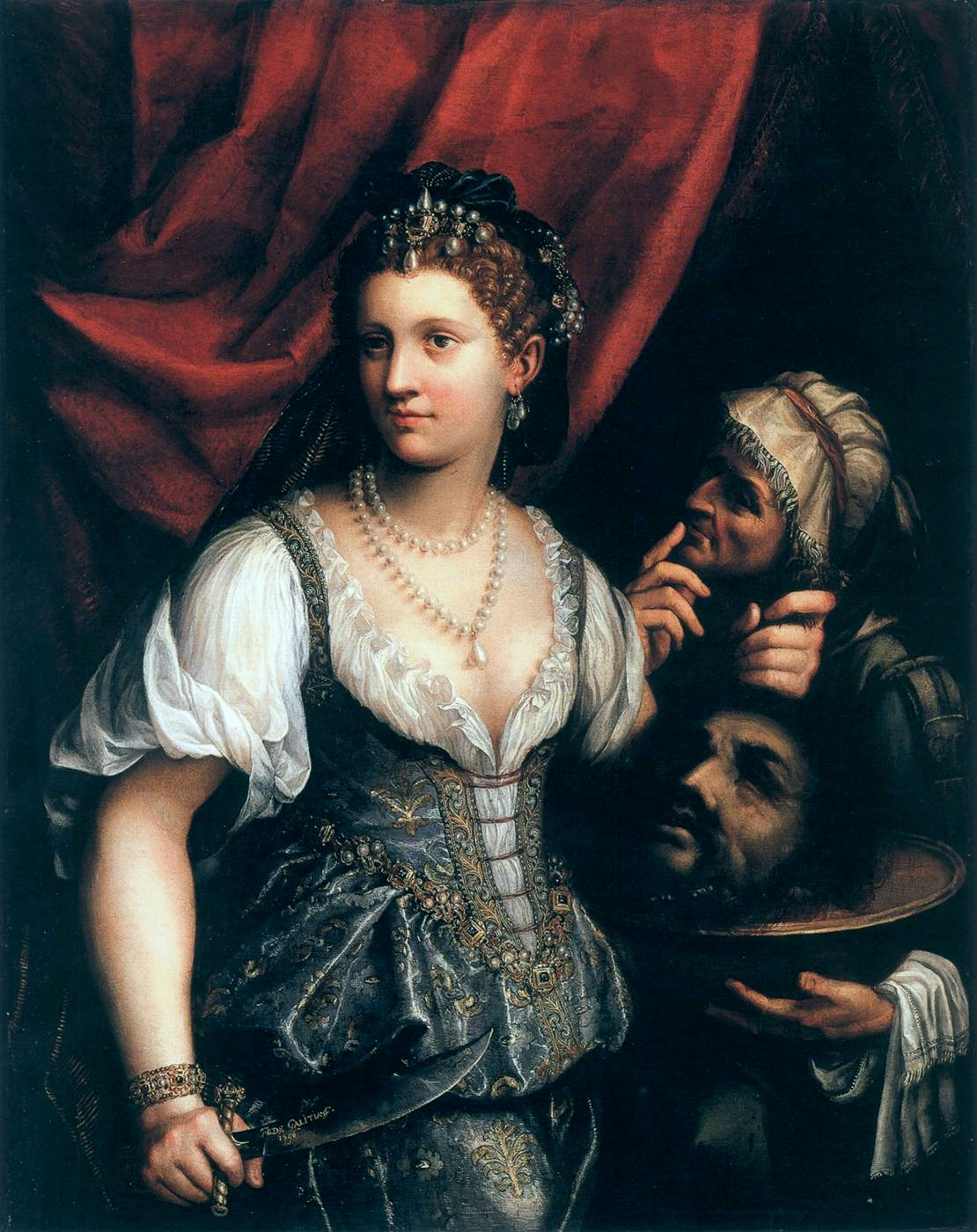
Judith mit dem Kopf des Holofernes

Fede Galizia (* 1578 in Mailand; † 1630 ebenda) war eine italienische Malerin.

## Leben und Wirken
Galizia wurde als Tochter des Miniaturmalers Nunzio Galizia in Mailand geboren, wo sie ihr gesamtes Leben verbrachte. Sie war Schülerin ihres Vaters, für ihren Stil entscheidender war jedoch, dass sie sich mit dem Studium alter Meister beschäftigte. 1595 erlangte sie durch ihre Porträtzeichnungen soviel Berühmtheit, dass ihr Name bis zum Hof von Kaiser Rudolf II. vordrang. Sie porträtierte u. a. den Mailänder Gelehrten Paolo Morigia, den Mediziner Ludovico Settala und ihre Eltern. Erhalten ist auch ein Selbstporträt. In den späteren Jahren wandte sie sich Figuren- und Heiligenbildern zu. Ein Hauptwerk aus dieser Zeit ist ein Noli me tangere, das sie 1616 für die Kirche Santa Maria Maddalena anfertigte und das in die Mailänder Brera-Galerie gelangte. Weiterhin bekannt sind ein Heiliger Karl mit Kreuz für die Sant’Antonio Abate in Mailand und zwei Brustbilder Christi und Mariae für den Hochaltar der Certosa di Pavia. Eine Judith von 1601 besitzt die Galleria Borghese in Rom.
Galizias Bilder werden dem eklektischen Stil zugeordnet.

## Galerie

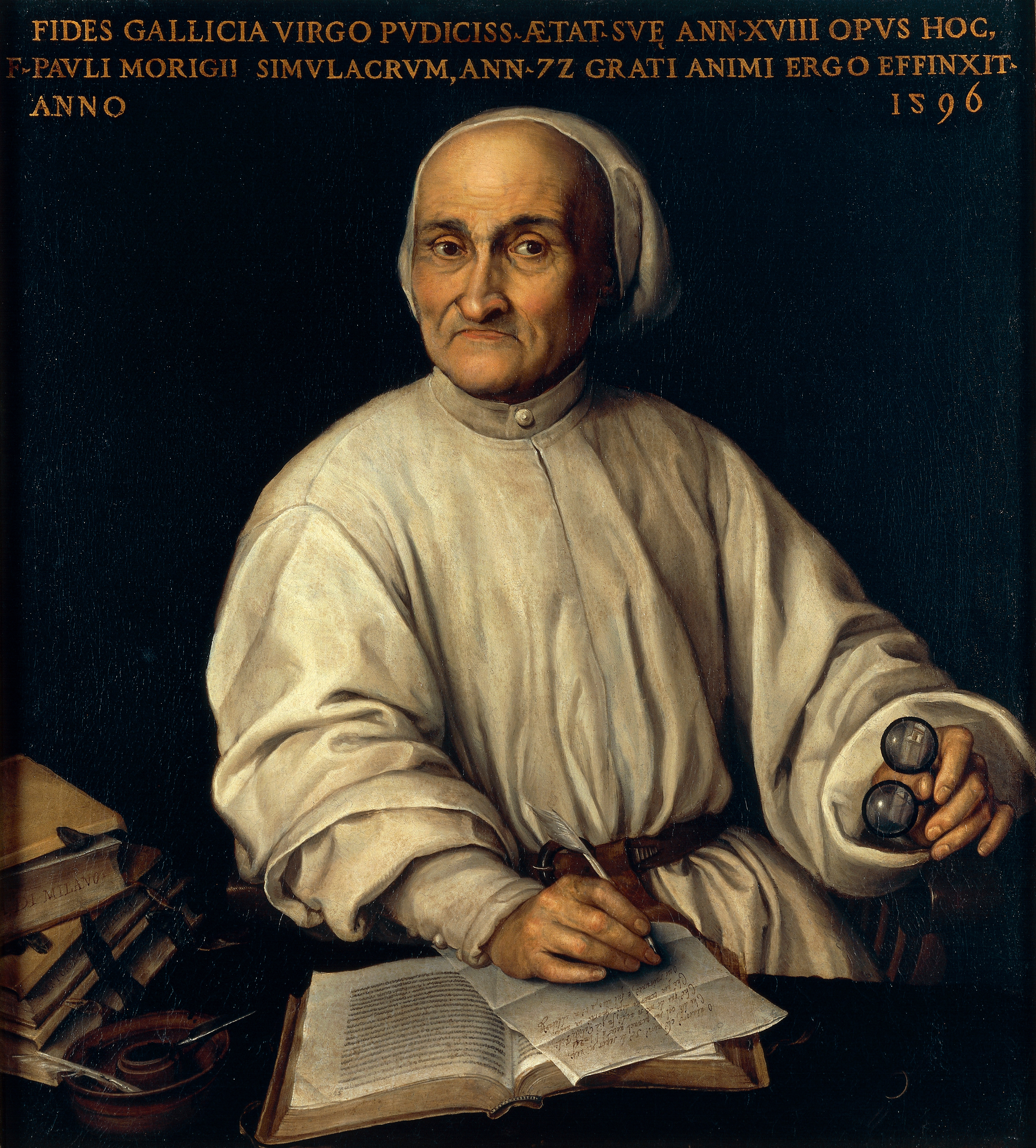
Porträt von Paolo Morigia (1596)
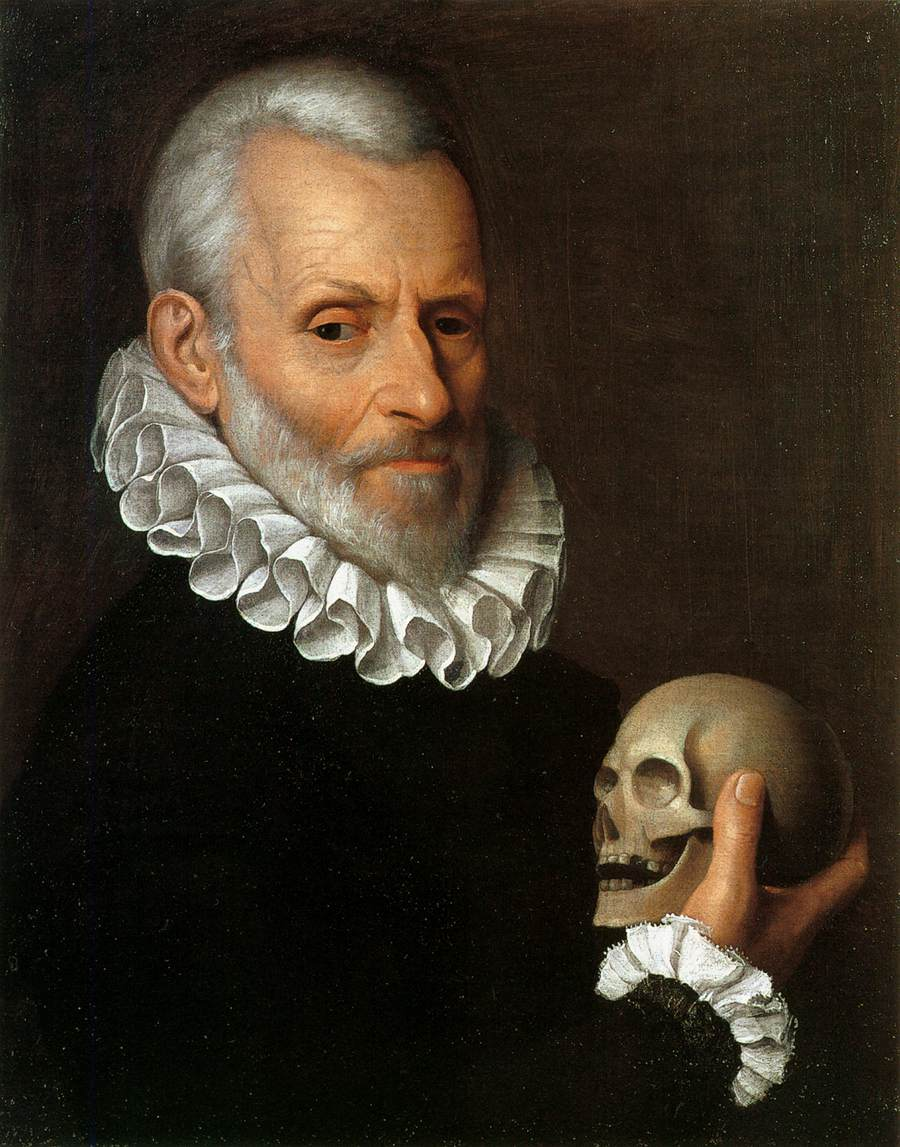
Porträt eines Arztes (zwischen 1600 und 1605)
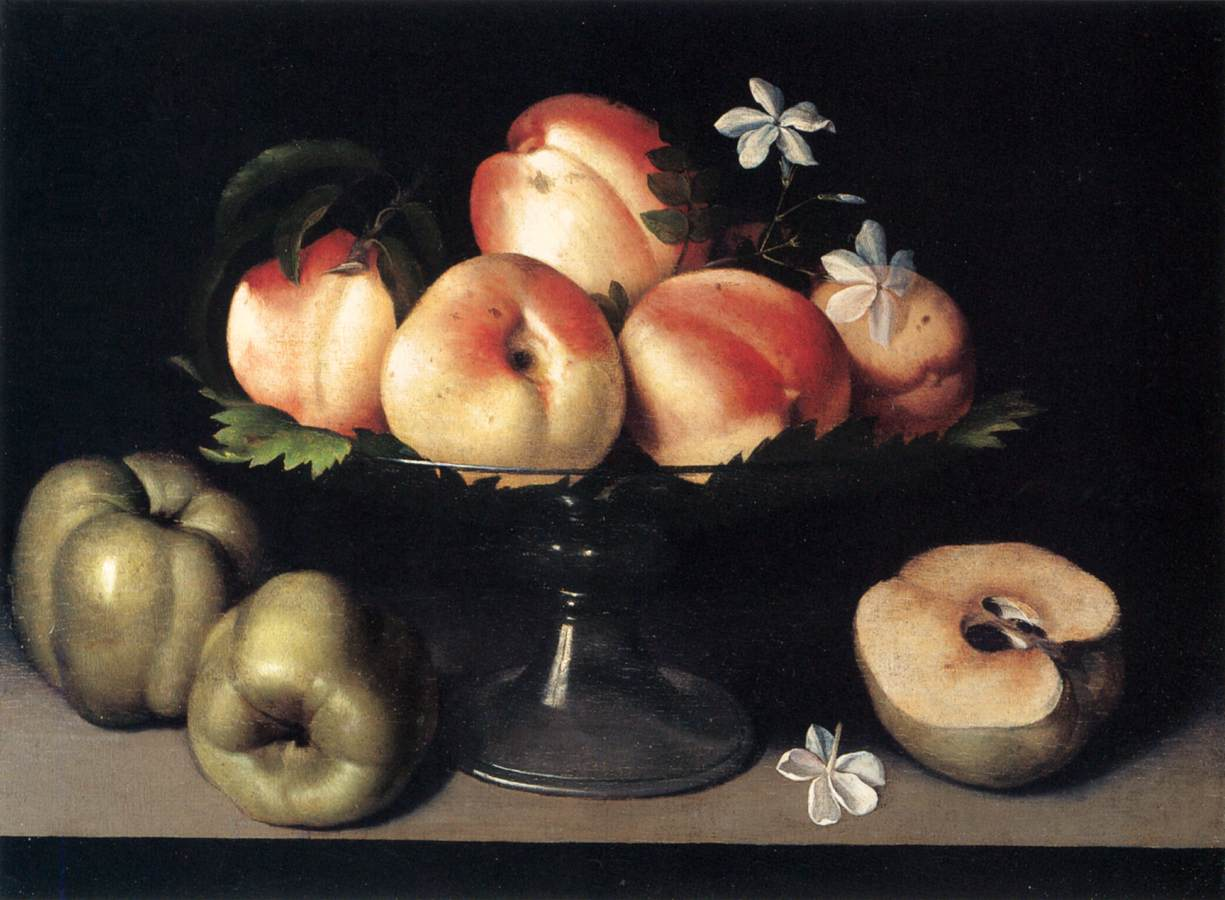
Stillleben (1607)
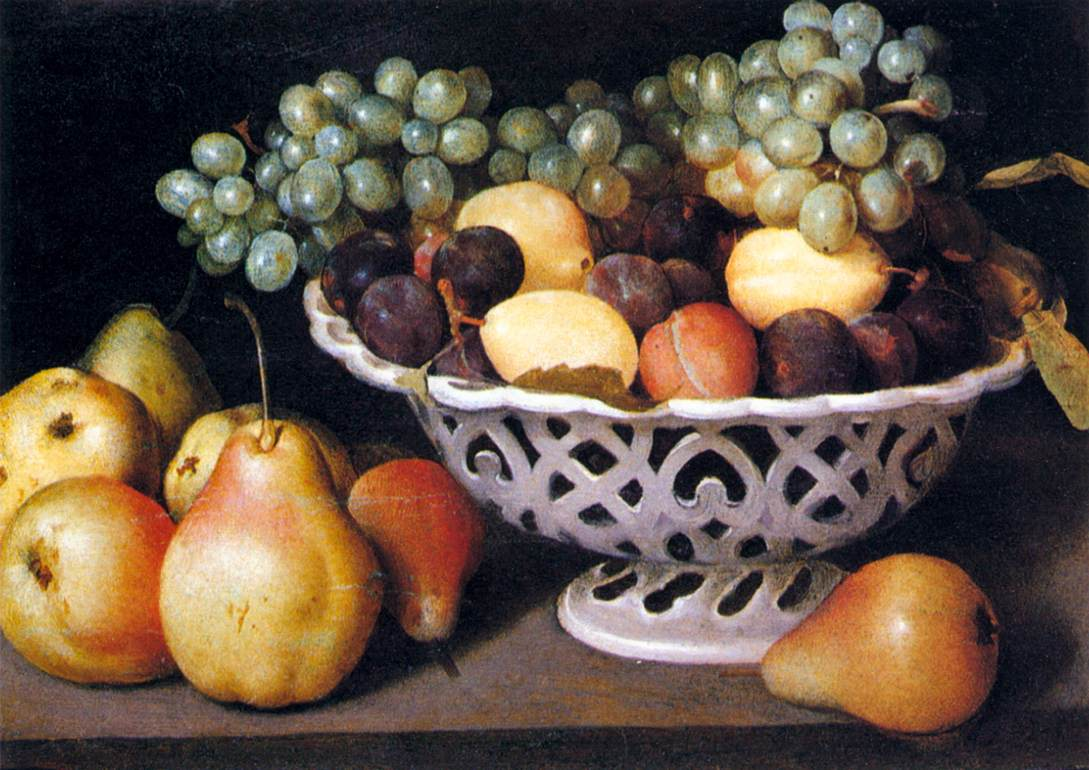
Stillleben (nach 1610)